# Les 50 plus belles chansons (Alain Bashung)
Albums de Alain Bashung
La Ballade de Calamity Jane
(2006) Bleu pétrole
(2008)
Les 50 Plus Belles Chansons est un album compilation d'Alain Bashung, sorti le 29 octobre 2007 sur le label Barclay Records. Il est constitué de trois disques et d'un livret de douze pages avec un texte de Marc Bes.

## CD 1
| No  | Titre                         | Durée |
| --- | ----------------------------- | ----- |
| 1.  | L'Apiculteur                  | 4:37  |
| 2.  | Je me dore                    | 5:04  |
| 3.  | J'écume                       | 3:41  |
| 4.  | Madame rêve                   | 4:48  |
| 5.  | Fantaisie militaire           | 4:48  |
| 6.  | Alcaline                      | 4:53  |
| 7.  | Bijou, Bijou                  | 4:05  |
| 8.  | Bruxelles                     | 2:42  |
| 9.  | Dehors                        | 3:29  |
| 10. | Faites monter                 | 4:21  |
| 11. | Volontaire (avec Noir Désir)  | 3:23  |
| 12. | Toujours sur la ligne blanche | 4:36  |
| 13. | La nuit je mens               | 4:24  |
| 14. | Un âne plane                  | 3:56  |
| 15. | Nights in White Satin         | 4:48  |
| 16. | Tel                           | 5:39  |

## CD 2
| No  | Titre                                                 | Durée |
| --- | ----------------------------------------------------- | ----- |
| 1.  | Happe                                                 | 3:04  |
| 2.  | Osez Joséphine                                        | 2:57  |
| 3.  | Elvire                                                | 4:19  |
| 4.  | Lavabo                                                | 3:17  |
| 5.  | Malédiction                                           | 3:35  |
| 6.  | Gaby oh Gaby                                          | 3:55  |
| 7.  | J'envisage                                            | 4:35  |
| 8.  | Le Tango funèbre                                      | 4:15  |
| 9.  | What's in a Bird                                      | 3:18  |
| 10. | Légère éclaircie                                      | 4:19  |
| 11. | Ode à la vie (avec Rachid Taha)                       | 4:36  |
| 12. | Les Mots bleus                                        | 5:03  |
| 13. | Que reste-t-il de nos amours ? (avec Françoise Hardy) | 4:17  |
| 14. | Malaxe                                                | 4:31  |
| 15. | J'passe pour une caravane                             | 3:42  |
| 16. | Samuel Hall                                           | 5:05  |
| 17. | Mes bras                                              | 7:47  |

## CD 3
| No  | Titre                                        | Durée |
| --- | -------------------------------------------- | ----- |
| 1.  | À Ostende (avec Marc Ribot et Jean-Paul Roy) | 4:47  |
| 2.  | Volutes                                      | 3:23  |
| 3.  | Aucun Express                                | 4:05  |
| 4.  | À perte de vue                               | 5:04  |
| 5.  | S.O.S. Amor                                  | 4:01  |
| 6.  | Sommes-nous                                  | 3:55  |
| 7.  | Élégance                                     | 4:43  |
| 8.  | Bombez !                                     | 3:02  |
| 9.  | Les Petits Enfants                           | 1:10  |
| 10. | C'est comment qu'on freine                   | 3:12  |
| 11. | Pyromanes                                    | 3:55  |
| 12. | Vertige de l'amour                           | 3:16  |
| 13. | Trompé d'érection                            | 3:15  |
| 14. | Rebel                                        | 3:52  |
| 15. | Ma petite entreprise                         | 4:11  |
| 16. | Les Grands Voyageurs                         | 4:45  |
| 17. | Angora                                       | 2:06  |